# حلیم‌آباد
حلیم‌آباد (بجنورد)، روستایی از توابع بخش مرکزی شهرستان بجنورد در استان خراسان شمالی ایران است.

## جمعیت
این روستا در دهستان بدرانلو قرار دارد و براساس سرشماری مرکز آمار ایران در سال ۱۳۸۵، جمعیت آن ۸۸۲ نفر (۲۳۰خانوار) بوده‌است.

## زبان
مردم حلیم آباد کرد هستند و به زبان کردی سخن می گویند.